# Leonilla
De heilige Leonilla van Langres (? - Cappadocië, 175) was een christen die samen met haar drie kleinzoons Speusippus, Eleusippus en Melapsippus en nog enkele anderen de marteldood stierf tijdens de christenvervolging onder keizer Marcus Aurelius. Eeuwen later in 490 werd hun gebeente overgebracht naar de kathedraal van Langres.
Hun feestdag is op 17 januari.